# Viseu
Viseu (pronunciació /viˈzeu/) és un municipi portuguès, situat al districte de Viseu, a la regió del Centre i a la subregió de Dão-Lafões. L'any 2006 tenia 98.167 habitants. És la capital de l'antiga província de Beira Alta. La ciutat de Viseu en té uns 47.250 i l'àrea metropolitana aproximadament 68.000. Limita al nord amb Castro Daire, al nord-est amb Vila Nova de Paiva, a l'est amb Sátão i Penalva do Castelo, al sud-est amb Mangualde i Nelas, a sud amb Carregal do Sal, al sud-oest amb Tondela, a l'oest amb Vouzela i al nord-oest amb São Pedro do Sul.

## Població
| Població del concelho de Viseu (1801 – 2006) | Població del concelho de Viseu (1801 – 2006) | Població del concelho de Viseu (1801 – 2006) | Població del concelho de Viseu (1801 – 2006) | Població del concelho de Viseu (1801 – 2006) | Població del concelho de Viseu (1801 – 2006) | Població del concelho de Viseu (1801 – 2006) | Població del concelho de Viseu (1801 – 2006) | Població del concelho de Viseu (1801 – 2006) | Població del concelho de Viseu (1801 – 2006) |
| -------------------------------------------- | -------------------------------------------- | -------------------------------------------- | -------------------------------------------- | -------------------------------------------- | -------------------------------------------- | -------------------------------------------- | -------------------------------------------- | -------------------------------------------- | -------------------------------------------- |
| 1801                                         | 1849                                         | 1900                                         | 1930                                         | 1960                                         | 1981                                         | 1991                                         | 2001                                         | 2004                                         | 2006                                         |
| 33699                                        | 36049                                        | 54047                                        | 61140                                        | 79890                                        | 83261                                        | 83601                                        | 93501                                        | 96810                                        | 98167                                        |

## Freguesies
| - Abraveses - Barreiros - Boa Aldeia - Bodiosa - Calde - Campo - Cavernães - Cepões - Coração de Jesus (centre) - Cota - Couto de Baixo - Couto de Cima | - Fail - Farminhão - Fragosela - Lordosa - Mundão - Orgens - Povolide - Ranhados - Repeses - Ribafeita - Rio de Loba | - Santa Maria de Viseu (centre) - Santos Evos - São Cipriano - São João de Lourosa - São José (centre) - São Pedro de France - São Salvador - Silgueiros - Torredeita - Vil de Souto - Vila Chã de Sá |

## Fills il·lustres
- Augusta Cruz (1869-1901) tiple d'òpera.
- Jorge Coelho (1954-2021) polític portuguès.

## Monument/museu principal
Catedral(Se), estàtua de Viriat, Museu Gran Vasco.

## Aeroport
Aeròdrom de Viseu/Lordosa {VSE}(Lobato)